# Campolongopas
De Campolongopas (Italiaans: Passo Campolongo / Ladinisch: Ciaolonch) vormt in Italië de verbinding tussen het Valle Badia en het dal van de Cordevole. Tevens loopt over de pashoogte de grens tussen de Italiaanse regio's Trentino-Zuid-Tirol (provincie Bolzano) en Veneto (provincie Belluno). De pasweg wordt vaak gereden in combinatie met de Pordoipas, Sellapas en Gardenapas die eveneens om het bergmassief van de Sella liggen. De Campolongopas is de laagste van dit viertal.
Vanuit Corvara in het Duitstalige Valle Badia gaat de weg in zes kilometer zo'n 352m omhoog door afwisselend bergweiden en naaldbossen. De pashoogte is een groene, deels beboste, vlakte aan de oostvoet van het Sellamassief. In de winter doet het dienst als skigebied. De afdaling naar Arabba is 3,9km lang en een stuk minder steil aangezien er minder meters gedaald hoeft te worden (284m). De weg is over het gehele traject goed. Onderweg is er uitzicht op de zuidelijk gelegen Marmolada. Aangekomen in Arabba gaat de weg westelijk naar de Pordoipas en oostelijk naar de Falzaregopas en door het dal van de Cordevole naar Belluno.

## Wielrennen
De Campolongopas is negentien keer opgenomen in het parcours van wielerkoers Ronde van Italië. Als eerste passeerden de top:
- 1949 :  Fausto Coppi
- 1950 :  Jean Robic
- 1954 :  Fausto Coppi
- 1958 :  Jean Brankart
- 1969 :  Michele Dancelli
- 1970 :  Martin Van Den Bossche
- 1983 :  Faustino Rupérez (1e passage)
- 1983 :  Alessandro Paganessi (2e passage)
- 1984 :  Flavio Zappi (1e passage)
- 1984 :  Laurent Fignon (2e passage)
- 1986 :  Pedro Muñoz
- 1989 :  Flavio Giupponi
- 1992 :  Giuseppe Calcaterra
- 1993 :  Claudio Chiappucci
- 1997 :  Chepe González
- 2002 :  Julio Alberto Pérez Cuapio
- 2007 :  Fortunato Baliani
- 2016 :  Rubén Plaza
- 2023 :  Davide Gabburo